# Sérézin-du-Rhône
Sérézin-du-Rhône è un comune francese di 2 541 abitanti situato nel dipartimento del Rodano della regione Alvernia-Rodano-Alpi.

## Società

### Evoluzione demografica
Abitanti censiti